# Le Canard
 Le Canard è una litografia di Georges Braque realizzata nel 1961 su carta da matrice di gesso con un piccolo tocco a pennello nell'occhio e nei due campi dello sfondo, (cm 64 x 50). 
L'opera è conservata presso la Fondazione Magnani Rocca di Mamiano di Traversetolo, in provincia di Parma.
Di Le canard esistono anche due versioni a olio su tela del 1956.

## Storia
La tematica degli uccelli è dominante nella creazione di Braque a partire dai primi anni Cinquanta, ed è l'artista stesso ad indicare le ragioni genetiche della sua ispirazione, che sono di natura specificatamente pittoriche, per evitare una qualsiasi interpretazione simbolica:
«Alcune settimane fa, ero in Camargue. Sopra gli stagni, ho visto passare dei grandi uccelli. Da questa visione ho tratto delle forme aeree. Gli uccelli mi hanno ispirato, tento di estrarne il miglior profitto nel disegno e in pittura. Devo tuttavia rifuggire nella memoria la loro funzione di uccelli. Il concetto, anche dopo lo choc dell'ispirazione che li ha fatti sorgere nel mio spirito, deve cancellarsi, abolirsi per meglio dire, per riavvicinarmi a ciò che mi preoccupa essenzialmente: la costruzione del fatto pittorico».

## Descrizione e stile
La litografia presenta uno sfondo bipartito verticalmente, nero e azzurro, contro il quale si staglia la sagoma bianca dell'anatra, che sembra volare dalle tenebre alla luce, dalla notte al giorno. D'altra parte René de Solier, uno dei più accreditati interpreti dell'arte di Braque, ha rilevato in queste sue opere l'assenza di dinamiche ascensionali e, quindi, delle correlate simbologie.
Lo stesso critico ha sottolineato l'aspetto rigido dei volatili ricreati dall'artista a forza di tocchi sovrapposti di materia spessa, che si muovono in uno spazio denso, solido, reso attraverso un impasto estremamente corposo, caratteristiche queste ultime che il procedimento litografico da matrice in gesso rende con una buona precisione, grazie alla superficie irregolare e scabra sulla quale si realizza la figurazione.
Con Le Canard emergono alcune caratteristiche essenziali tipiche della pittura di Braque: 
- La sobrietà assoluta nella resa dello spazio
- le forme semplificate e appiattite
- la selezione cromatica rigorosissima, ristretta in questo caso a tre colori: il nero, il bianco e l'azzurro.

Secondo le parole di Jean Paulhan, l'immagine di un uccello in volo comparve per la prima volta su uno dei cahiers di Braque, accompagnato dalla seguente riflessione «Senza tregua, corriamo dietro al nostro destino».